# Seltzbach
Der Seltzbach (deutsch Selzbach) ist ein gut 33 km langer linker Zufluss der Sauer im Elsass (Region Grand Est).

## Name
Mittelalterliche urkundliche Erwähnungen des Flusses lauteten:
- 742 in Saluxsia
- 1301 von der Selse
- 1310 von der Selsen, in die Selse

Ausgangsform des Namens dürfte *Salisa/*Salusa gewesen sein. Daraus entstand der Ortsname frühahd. *Saluss(i)a (heute Seltz). Als Bestimmungswort ist idg. *sal-i-/*sal-u- für 'Salz' anzusetzen.

## Geographie

### Verlauf
Der Seltzbach entspringt auf einer Höhe von etwa  325 m in der Forêt de Gœrsdorf nordöstlich von Mitschdorf  in den Nordvogesen. Er fließt zunächst etwa 700 m durch ein Waldgebiet in südlicher Richtung. Danach führt sein Lauf an der Grenze zwischen den Gemeinden Mitschdorf und Lampertsloch entlang, vorbei an den Feldern und Wiesen des Gewanns In der Heimelsstraengen  auf seiner rechten und  dem Liebwald auf der linken Seite. Seine Laufrichtung ist nun nach Süd-Südwest ausgerichtet. Bei der Brehmmühle südöstlich von Mitschdorf und nördlich der Rue de Voyageurs (D677) knickt er scharf, fast rechtwinklig, nach Ost-Südost ab, seiner zukünftigen Hauptfließrichtung, welche er im Wesentlichen bis zu seiner Mündung beibehält.
Er erreicht nun den Westrand von Preuschdorf und wird dort auf seiner linken Seite von einem, aus dem Liebwald von Norden kommenden, Quellbach gestärkt. Etwas später wird er auf der rechten Seite von einem vom Kalmersberg kommenden Bach gestärkt, welcher auf manchen Karten  auch als der namensgebende Hauptquellbach angesehen wird. Östlich der Ortschaft wird er auf seiner rechten Seite vom Kinderlochgraben gespeist, welcher aus dem Südwesten kommt. Sein Lauf wird nun  für längere Zeit von der D28 begleitet. Er fließt nun durch eine Felder- und Wiesenlandschaft. Kurz bevor er Merkwiller-Péchelbronn erreicht, fließen ihm auf der linken Seite der Augraben und etwas später auf der rechten Seite der Willenbachgraben zu. Nachdem der Seltzbach den Ort verlassen hat, nimmt er auf seiner rechten Seite südlich von Wingertsfeld den Bruchgraben auf. Der Seltzbach passiert nun die Gemeinde Kutzenhausen. An der Stelle, wo ihm auf der rechten Seite der Sumpfgraben  zufließt, schwenkt der Seltzbach nach Nordosten ab und erreicht kurze Zeit später Soultz-sous-Forêts im Ortsteil Wolfsgarten.
Er wechselt nun seine Richtung nach Westen, fließt durch eine Grünanlage und unterquert die Rue du Docteur Michel Deutsch (D264). Kurz darauf werden auf seiner linke Seite seine Wassermassen durch den Froeschwillerbach, auch Froeschwillerbaechel genannt, verstärkt. Der Seltzbach unterquert nun die Gleisanlagen der SNCF und fließt nun durch Felder und Wiesen, unterquert nordöstlich von Hohwiller die D263 und kommt dann in Hoffen an, wo er bei der Bostaetter Mühle die D52 kreuzt. Bei der Saegmuehle, nordöstlich von Leiterswiller, empfängt er auf seiner linken Seite den vom Norden kommenden Haussauerbach. Dort spaltet sich auf seiner Südseite der Eichelgraben ab und dann südlich von Oberroedern auf seiner Nordseite der Eilgraben. Der Seltzbach unterquert nun die D245 und vereinigt sich kurz darauf wieder mit den Eichelgraben. Gleich darauf spaltet sich ein weiterer südlicher Graben vom Seltzbach ab. Südwestlich von Buhl fließt auch der nördliche Eilgraben wieder in den Seltzbach zurück. Bald danach mündet der Seebach, auch Seebaechel genannt, von der linken Seite in den Seltzbach ein. Bei der Gerittsmühle erhält der  Seltzbach auf seiner linken Seite durch den, aus dem Norden kommenden Warsbach eine weitere Stärkung. Er erreicht nun Niederrœdern und wird dort auf seiner rechten Seite vom Reissergraben gespeist.
Er verlässt diesen Ort und schlängelt sich am Nordrand des Waldes Hesselbusch entlang, unterquert dann die N363 und erreicht den Nordrand von Seltz, wo er auf seiner linken Seite den von Norden kommenden Eberbach aufnimmt. Er fließt nun zwischen Seltz und Niedersand und mündet schließlich auf einer Höhe von  109 m in die Sauer.

### Zuflüsse
- Kinderlochgraben[7] (rechts), 3,3 km
- Fussel[8] (Augraben) (links), 3,7 km
- Willenbachgraben (rechts)
- Bruchgraben (rechts)
- Sumpfgraben[9] (rechts), 5,8 km
- Froeschwillerbach[10] (links), 6,9 km
- Schindelbach (rechts)
- Haussauerbach[11] (links), 14,5 km
- Seebach[12] (Seebaechel) (links), 10,8 km
- Warsbach[13] (links), 9,7 km
- Reissergraben[14] (rechts), 5,6 km
- Eberbach[15] (links), 5,6 km

## Hydrologie
An der Mündung des Seltzbaches in die Sauer beträgt die mittlere Abflussmenge (MQ) 1,8 m³/s; das Einzugsgebiet umfasst hier 219,8 km².
Am Pegel Niederroedern wurde über einen Zeitraum von 47 Jahren (1965–2011) die durchschnittliche jährliche Abflussmenge des Seltzbaches berechnet. Das Einzugsgebiet  entspricht an dieser Stelle mit 202 km² etwa 92 % des vollständigen Einzugsgebietes des Flusses.
Die höchsten Wasserstände werden in den Monaten Dezember – März gemessen. Ihren Höchststand erreicht die Abflussmenge mit 3,32 m³/s im Februar. Von April an geht die Schüttung Monat für Monat merklich zurück und erreicht ihren niedrigsten Stand im August mit 0,45 m³/s, um danach wieder von Monat zu Monat anzusteigen. Der jahresdurchschnittliche Wert ist 1,67 m³/s.
Der  monatliche mittlere Abfluss (MQ) des Seltzbaches in m³/s an der hydrologischen Station Niederroedern
Daten aus den Werten der Jahre 1965–2011 berechnet